# Fabio Bonizzoni
Fabio Bonizzoni (Milano, 1965) è un organista e clavicembalista italiano.

## Biografia
Fabio Bonizzoni, dopo aver conseguito il diploma in organo e in clavicembalo con lode, inizia il perfezionamento come allievo di Ton Koopman presso il Koninklijk Conservatorium Den Haag de L'Aia e ottiene il diploma in organo barocco e in seguito per il clavicembalo solista.
Insegna presso il Conservatorio Guido Cantelli di Novara e, dal 2006-2007, presso il Conservatorio Reale de L'Aia, in Olanda.
Numerose le sue partecipazioni ai festival di musica antica e in particolare ai "festival del barocco" tenuti in molte città italiane e straniere, suona per il Concertgebouw ad Amsterdam, al Rheingau Musik Festival di Wiesbaden, per la Fondazione Cini di Venezia, al Settembre Musica di Torino, al Festival Barocco a Viterbo.
Nel maggio 2004, presso la Chiesa del Colletto a Roletto, incide le Variazioni Goldberg di Johann Sebastian Bach, su un clavicembalo Willem Kroesbergen per l'etichetta spagnola Glossa.
Nel 2011 Fabio Bonizzoni incide, con Mariko Uchimura, L'arte della fuga di Bach.

## La Risonanza
Nel 1995 fonda il gruppo vocale e strumentale "La Risonanza", in seguito divenuto un'orchestra barocca da camera tra le maggiori. Il gruppo ha iniziato ad incidere per Glossa dal 2002. Numerosi i dischi pubblicati, in particolare una serie di sette registrazioni dedicate a Handel. Nel 2011, Fabio Bonizzoni ritira  ai Gramophone Awards il premio Baroque Vocal per le cantate italiane di Handel, Apollo e Dafne.